# Atassut
Attasut je grónská liberálně-konzervativní, unionistická politická strana. Je také známá pod názvem Feeling of Community. Jejím partnerem je dánská strana Venstre.

## Historie
Atassut byl založen koncem roku 1976 jako politické hnutí konzervativních a unionistických sil v Grónsku. Jeho hlavním cílem bylo porazit vládnoucí Siumut a jeho vůdčí osobnost Larse Chemnitze a boj proti odtržení Grónska od Dánska. Politickou stranou se stal 29. dubna 1978.
Ve svých prvních volbách roku 1979 získala strana 41,7% hlasů a 8 mandátů. Nejlepšího výsledku pak dosáhla ve volbách roku 1983, kdy získala 12 mandátů z 26. Od devadesátých let podpora strany trvale klesá, v roce 2001 poprvé od svého založení neobhájila křeslo v parlamentu Dánského království.
V předčasných grónských parlamentních volbách, které se konaly 11. března 2025 strana získala dva mandáty v novém parlamentu.

## Názory a postoje
Attasut je označován jako liberálně-konzervativní. Podporuje privatizaci veřejného průmyslu, spolupráci s NATO a přidružení k Evropské unii. Také obhajuje vojenskou přítomnost USA na letecké základně Thule.

## Předsedové strany
- Aqqalu Jerimiassen (od 2019)
- Siverth K. Heilmann (2017–2019)
- Qulutannguaq Inuk Berthelsen (zastupující) (2017)
- Knud Kristiansen (2014–2017)
- Gerhardt Petersen (2009–2014)
- Finn Karlsen (2005–2009)
- Augusta Salling (2002–2005)
- Daniel Skifte (1993–2002)
- Konrad Steenholdt (1989–1993)
- Otto Steenholdt (1985–1989)
- Lars Chemnitz (1979–1984)

## Volební výsledky

### Grónský parlament
| Volební rok | Počet celkových hlasů | %    | Mandáty | ±    |
| ----------- | --------------------- | ---- | ------- | ---- |
| 1979        | 7 688                 | 41,7 | 8/21    | Nový |
| 1983        | 11,443                | 46,6 | 12/26   | 4▲   |
| 1984        | 9 873                 | 43,8 | 11/25   | 1▼   |
| 1987        | 10 044                | 40,1 | 11/27   | 0 ▬  |
| 1991        | 7,536                 | 30.1 | 8/27    | 3▼   |
| 1995        | 7 674                 | 30.1 | 10/31   | 2▼   |
| 1999        | 7 100                 | 25.2 | 8/31    | 2 ▼  |
| 2002        | 5 780                 | 20.2 | 7/31    | 1▼   |
| 2005        | 5528                  | 19.1 | 6/31    | 1 ▼  |
| 2009        | 3094                  | 10,9 | 3/31    | 3▼   |
| 2013        | 2454                  | 8.1  | 2/31    | 1▼   |
| 2014        | 1919                  | 6,5  | 2/31    | 0 ▬  |
| 2018        | 1730                  | 5,9  | 2/31    | 0 ▬  |
| 2021        | 1879                  | 7,1% | 2/31    | 0 ▬  |
| 2025        | 2092                  | 7,3% | 2/31    | 0 ▬  |

### Dánský parlament
| Volební rok | Hlasy | % grónského hlasu | Sedadla vyhrála | ±   |
| ----------- | ----- | ----------------- | --------------- | --- |
| 1979        | 6390  | 44,9 (# 1 )       | 1/2             | 1▲  |
| 1981        | 9 223 | 48,9 (# 1 )       | 1/2             | 0 ▬ |
| 1984        | 9 308 | 43,5 (# 1 )       | 1/2             | 0 ▬ |
| 1987        | 6 627 | 41,3 (# 2)        | 1/2             | 0 ▬ |
| 1988        | 8 135 | 38,7 (# 2)        | 1/2             | 0 ▬ |
| 1990        | 7078  | 36,6 (# 2)        | 1/2             | 0 ▬ |
| 1994        | 7 501 | 34,7 (# 2)        | 1/2             | 0 ▬ |
| 1998        | 8 404 | 36,1 (# 2)        | 1/2             | 0 ▬ |
| 2001        | 5,138 | 22.1 (# 3)        | 0/2             | 1▼  |
| 2005        | 3374  | 14,9 (# 4)        | 0/2             | 0 ▬ |
| 2007        | 4097  | 16,0 (# 4)        | 0/2             | 0 ▬ |
| 2011        | 1706  | 7,2 (# 4)         | 0/2             | 0 ▬ |
| 2015        | 1528  | 7.4 (# 4)         | 0/2             | 0 ▬ |
| 2019        | 1099  | 5,5 (# 6)         | 0/2             | 0 ▬ |
| 2022        | 720   | 3,6 (#5)          | 0/2             | 0 ▬ |